# Rigskonstabel af England
Rigskonstablen af England   (engelsk: Lord High Constable of England) er en adelsmand og hofmand, der deltager i kroningen af de britiske (og tidligere de engelske) monarker. I Middelalderen var Rigskonstablen også general for den kongelige hær og staldmester for de kongelige stalde (Master of the Horse). Det er ofte en højtstående officer, der bliver udnævnt til rigskonstabel. 

## Embedsperioder
- 1455–1456: Richard Plantagenet, 3. hertug af York, medlem af kongefamilien, far til bl.a Richard 3.
- 1469–1470 og 1471–1483: Richard, hertug af Gloucester (senere kong Richard 3. af England)

## Kroninger
- 1626 (Karl 1. af England): Lord High Admiral George Villiers, 1. hertug af Buckingham
- 1761 (Georg 3. af Storbritannien) First Lords of the Admiralty John Russell, 4. hertug af Bedford
- 1821 (Georg 4. af Storbritannien), 1831 (Vilhelm 4. af Storbritannien) og 1838 (Victoria af Storbritannien):  feltmarskal Arthur Wellesley, 1. hertug af Wellington
- 1902 (Edward 7. af Storbritannien) og 1911 (Georg 5. af Storbritannien):  Alexander Duff, 1. hertug af Fife (svigersøn til Edward 7., gift med the Princess Royal)
- 1953 (Elizabeth 2. af Storbritannien): Feltmarskal Alan Francis Brooke, 1. vicegreve Alanbrooke